# Toni Vodišek
 (septembre 2024).
Si vous disposez d'ouvrages ou d'articles de référence ou si vous connaissez des sites web de qualité traitant du thème abordé ici, merci de compléter l'article en donnant les références utiles à sa vérifiabilité et en les liant à la section « Notes et références ».
Toni Vodišek est un kitesurfeur slovène né le 7 juin 2000 à Izola. Il a remporté la médaille d'argent du Formula Kite masculin aux Jeux olympiques d'été de 2024, organisés à Paris.